# TAF Toruń
TAF Toruń – polski klub futsalowy z Torunia, występujący w I lidze, drugiej klasie rozgrywek w Polsce. 

## Historia
Początki klubu sięgają końca lat 90., od kiedy zespół ten występował w toruńskich ligach środowiskowych. W sezonie 2008/2009 klub przystąpił do rozgrywek ogólnopolskich (pod nazwą Radio System Toruń), awansując po roku do I ligi. W drugiej rundzie sezonu 2009/2010 klub przeszedł fuzję z klubem Tacho Toruń, zmieniając nazwę na Radio System Tacho Toruń. W tym samym sezonie zespół ten awansował do barażów o udział w ekstraklasie, które jednak nie przyniosły dla niego awansu do najwyższej klasy rozgrywkowej. Po sezonie klub zmienił nawę na Toruńska Akademia Futsalu. Od tego czasu klub kilkukrotnie spadał i awansował do I ligi.